# Parlamentsvalget i Slovakiet 2023
Parlamentsvalget i Slovakiet 2023 blev afholdt i 30. september 2023 for at vælge de 150 medlemmer Slovakiets parlament, Nationalrådet.
Det slovakiske parlamentsvalg i 2020 resulterede i en koalitionsregering ledet af partiet Almindelige Mennesker og Uafhængige Personligheder (OĽaNO). Premierminister Igor Matovič trådte tilbage efter et år, men OĽaNO forblev ved magten. 15. december 2022 tabte regeringen en mistillidsafstemning. Efterfølgende ændrede Nationalrådet Slovakiet forfatning, så der kunne afholdes et tidligt valg 30. september 2023.  Det var det første ekstraordinære valg i landet siden 2012.
Det socialdemokratiske, venstrepopulistiske og nationalistiske Smer-SD, ledet af tidligere premierminister Robert Fico, blev det største parti med 42 mandater i parlamentet. Det socialliberale og pro-europæiske Progressive Slovakiet blev nummer to med 32 mandater. Tidligere premierminister Peter Pellegrinis socialdemokratiske Hlas-SD, som blev splittet fra Smer-SD i 2020, blev nummer tre med 27 mandater, hvilket gør Pellegrini til den formodede kongemager i regeringsforhandlingerne. Det konservative OĽaNO og dets allierede fik 16 mandater, mindre end en fjerdedel af deres samlede antal ved valget i 2020. Det kristendemokratiske KDH og det højrepopulistiske Slovakisk Nationalparti kom tilbage i Nationalrådet efter ikke at have nået spærregrænsen i 2020 og fik henholdsvis tolv og ti mandater. Den klassiske liberale Frihed og Solidaritet fik elleve mandater, det samme som ved valget i 2012 og det dårligste resultat siden partiets grundlæggelse.
Da intet enkelt parti eller alliance nåede de 76 pladser, der er nødvendige for et flertal, vil der være behov for en koalitionsregering. Analytikere betragtede en koalition af Smer-SD, Hlas-SD og SNS som det mest sandsynlige resultat, da Pellegrini har kaldt sit parti og Smer-SD "tættere" både "politisk og ideologisk" end forholdet til PS.

## Nationalrådets sammensætning
Ved den første samling i Nationalrådet 20. marts 2020 blev der nedsat 6 parlamentsgrupper: OĽaNO, Smer, Vi er familie, ĽSNS, SaS og For Folket.
| Gruppe/parti | Gruppe/parti                                      | Gruppe/parti                                      | Gruppe/parti                                             | Ideologi              | Leder             | Mandater   | Mandater        |
| Gruppe/parti | Gruppe/parti                                      | Gruppe/parti                                      | Gruppe/parti                                             | Ideologi              | Leder             | Valgt 2020 | Før valget 2023 |
| ------------ | ------------------------------------------------- | ------------------------------------------------- | -------------------------------------------------------- | --------------------- | ----------------- | ---------- | --------------- |
|              | OĽaNO og Venner                                   |                                                   | OĽaNO Almindelige Mennesker og Uafhængige Personligheder | Konservatisme         | Igor Matovič      | 43 / 150   | 29 / 150        |
|              | OĽaNO og Venner                                   | KÚ Kristelig Union                                | Det kristne højre                                        | Anna Záborská         | 5 / 150           | 5 / 150    |                 |
|              | OĽaNO og Venner                                   | NOVA                                              | Konservatisme                                            | Gábor Grendel         | 2 / 150           | 2 / 150    |                 |
|              | Smer—SD Retning – Socialdemokrati                 | Smer—SD Retning – Socialdemokrati                 | Smer—SD Retning – Socialdemokrati                        | Venstrepopulisme      | Robert Fico       | 38 / 150   | 27 / 150        |
|              | Sme rodina Vi er familie                          | Sme rodina Vi er familie                          | Sme rodina Vi er familie                                 | Nationalkonservatisme | Boris Kollár      | 17 / 150   | 16 / 150        |
|              | SaS Frihed og Solidaritet                         | SaS Frihed og Solidaritet                         | SaS Frihed og Solidaritet                                | Liberalisme           | Richard Sulík     | 13 / 150   | 20 / 150        |
|              | Hlas—SD Stemme – Socialdemokrati                  | Hlas—SD Stemme – Socialdemokrati                  | Hlas—SD Stemme – Socialdemokrati                         | Socialdemokratisme    | Peter Pellegrini  |            | 11 / 150        |
|              | ĽSNS Kotlebister – Folkepartiet Vores Slovakiet   | ĽSNS Kotlebister – Folkepartiet Vores Slovakiet   | ĽSNS Kotlebister – Folkepartiet Vores Slovakiet          | Nynazisme             | Marian Kotleba    | 14 / 150   | 7 / 150         |
|              | Republika Republik                                | Republika Republik                                | Republika Republik                                       | Nyfascisme            | Milan Uhrík       |            | 5 / 150         |
|              | Za ľudí (ZĽ) For Folket                           | Za ľudí (ZĽ) For Folket                           | Za ľudí (ZĽ) For Folket                                  | Liberalkonservatisme  | Veronika Remišová | 12 / 150   | 1 / 150         |
|              | Zmena zdola (ZZ)Change from Below Ændring Nedefra | Zmena zdola (ZZ)Change from Below Ændring Nedefra | Zmena zdola (ZZ)Change from Below Ændring Nedefra        | Liberalkonservatisme  | Ján Budaj         | 3 / 150    | 0 / 150         |
|              | Život Liv                                         | Život Liv                                         | Život Liv                                                | Det kristne højre     | Tomáš Taraba      | 3 / 150    | 3 / 150         |
|              | PS Progressive Slovakia                           | PS Progressive Slovakia                           | PS Progressive Slovakia                                  | Social liberalism     | Michal Šimečka    |            | 1 / 150         |
|              | Demokrati Demokraterne                            | Demokrati Demokraterne                            | Demokrati Demokraterne                                   | Liberal conservatism  | Eduard Heger      |            | 16 / 150        |

## Problemer og udviklinger
Valgspørgsmål i 2023 omfattede høj inflation, Slovakiets holdning til krigen i Ukraine og den relaterede globale energikrise, COVID-19, interne kampe i den tidligere regering, korruptionsskandaler og immigration;  spørgsmål om rettigheder og værdier (især LGBTQ+ spørgsmål) blev dækket under valgkampen af Al-Jazeera, BBC og Pravda.
I op til valget viste meningsmålinger, at de to stærkeste partier var Progressive Slovakiet (ledet af pro-europæiske Michal Šimečka, medlem af Europa-Parlamentet (EP) siden 2019 og EP's næstformand siden 2022, som har forpligtet til at opretholde støtten til Ukraine) og SMER-SD (ledet af Robert Fico, tre gange tidligere premierminister, som har forpligtet sig til at stoppe Slovakiets støtte til Ukraine); dog så ingen af dem ud til at have flertal, og BBC forventede, at ingen af dem ville få 20 % af stemmerne, så hver af dem skulle forsøge at bygge en koalition med andre partier for at opnå det nødvendige flertal for at regere. Derfor kunne op til 10 partier ende i regeringen. Resultatet kan blive en krise for NATO, især hvis Fico – for at få flertal og vinde kontrol over den slovakiske regering – vælger at alliere sit parti med Republika, et ekstremistisk højrefløjsparti, som giver NATO og Ukraine skylden for krigen.
Det tredjestørste parti, som kan vippe balancen til fordel for en af de to andre, er Hlas-SD (Stemme), det moderate-venstre parti stiftet af Peter Pellegrini (tidligere af SMER-SD, og tidligere premierminister, 2018-2020).

## Valgresultat
| Parti                            | Parti                                                    | Stemmer   | %      | Mandater | +/– |
| -------------------------------- | -------------------------------------------------------- | --------- | ------ | -------- | --- |
|                                  | Direction – Social Democracy                             | 681.017   | 22,95  | 42       | +4  |
|                                  | Progressive Slovakia                                     | 533.136   | 17,96  | 32       | +32 |
|                                  | Voice – Social Democracy                                 | 436.415   | 14,70  | 27       | Ny  |
|                                  | OĽaNO and Friends                                        | 264.137   | 8,90   | 16       | –49 |
|                                  | Christian Democratic Movement                            | 202.515   | 6,82   | 12       | +12 |
|                                  | Freedom and Solidarity                                   | 187.645   | 6,32   | 11       | –2  |
|                                  | Slovak National Party                                    | 166.995   | 5,63   | 10       | +10 |
|                                  | Republic                                                 | 141.099   | 4,75   | 0        | Ny  |
|                                  | Alliance                                                 | 130.183   | 4,39   | 0        | 0   |
|                                  | Democrats                                                | 87.006    | 2,93   | 0        | 0   |
|                                  | We Are Family                                            | 65.673    | 2,21   | 0        | –17 |
|                                  | People's Party Our Slovakia                              | 25.003    | 0,84   | 0        | –17 |
|                                  | Communist Party of Slovakia                              | 9.867     | 0,33   | 0        | Ny  |
|                                  | Pirate Party – Slovakia                                  | 9.358     | 0,32   | 0        | Ny  |
|                                  | Modrí, Most–Híd                                          | 7.935     | 0,27   | 0        | Ny  |
|                                  | Hungarian Forum                                          | 3.486     | 0,12   | 0        | Ny  |
|                                  | MySlovensko                                              | 2.786     | 0,09   | 0        | Ny  |
|                                  | Karma                                                    | 2.407     | 0,08   | 0        | Ny  |
|                                  | Common Citizens of Slovakia                              | 2.401     | 0,08   | 0        | Ny  |
|                                  | HEART Patriots and Pensioners – Slovak National Unity    | 2.315     | 0,08   | 0        | Ny  |
|                                  | Princíp                                                  | 1.817     | 0,06   | 0        | Ny  |
|                                  | 99% – Civic Voice                                        | 1.335     | 0,04   | 0        | 0   |
|                                  | Slovak Revival Movement                                  | 1.332     | 0,04   | 0        | 0   |
|                                  | Patriotic Bloc                                           | 1.262     | 0,04   | 0        | Ny  |
|                                  | Slovak Democratic and Christian Union – Democratic Party | 771       | 0,03   | 0        | Ny  |
| I alt                            | I alt                                                    | 2.967.896 | 100,00 | 150      | 0   |
|                                  |                                                          |           |        |          |     |
| Gyldige stemmer                  | Gyldige stemmer                                          | 2.967.896 | 98,83  |          |     |
| Ugyldige/blanke stemmer          | Ugyldige/blanke stemmer                                  | 35.052    | 1,17   |          |     |
| Stemmer i alt                    | Stemmer i alt                                            | 3.002.948 | 100,00 |          |     |
| Stemmeberettigede/valgdeltagelse | Stemmeberettigede/valgdeltagelse                         | 4.388.872 | 68,42  |          |     |
| Kilde: Volby                     |                                                          |           |        |          |     |

## Regeringsdannelse
Den 2. oktober 2023, to dage efter valget, udnævnte præsident Zuzana Čaputová Robert Fico, lederen af partiet som fik flest stemmer, Smer-SD til at danne en regering, hvilket han har 14 dage til at gøre. Kommentatorer mener, at hvis han danner en regering, vil den sandsynligvis omfatte Hlas-SD og SNS. Sideløbende mødtes præsidentet også med lederen af det næstmest stemte parti, PS, Michal Šimečka, som planlægger at føre "uformelle diskussioner" om at danne en alternativ regering, bestående af PS, Hlas–SD, KDH og SaS. Den 3. oktober 2023 mødtes hun med lederen af Hlas–SD, Peter Pellegrini og lederen af KDH, Milan Majerský. På dette møde udtalte Pellegrini, at hans parti ikke udelukker eventuelle alternativer.